# جينو دي أكامبو
جينو دي أكامبو (بالإيطالية: Gino D'Acampo)‏ (ولد في 17 يوليو 1976) هو طباخ إيطالي بريطاني شهير وشخصية إعلامية مقيم في المملكة المتحدة، اشتهر بعروضه التلفزيونية وكتب الطبخ التي تركز على الطعام.

## وصلات خارجية
- جينو دي أكامبو على موقع IMDb (الإنجليزية)
- جينو دي أكامبو على موقع قاعدة بيانات الفيلم (الإنجليزية)